# Stade Municipal Dr. Edmard Lama
Het Stade Municipal Dr. Edmard Lama is een stadion in de Frans-Guyaanse plaats Rémire-Montjoly. In het stadion speelt het Frans-Guyaanse voetbalelftal wedstrijden. Er is plaats voor 1.500 toeschouwers.
In maart 2015 werd in dit stadion de play-off gespeeld tussen tussen de nummer 5 van Caribbean Cup 2014 en Copa Centroamericana 2014. Frans-Guyana won deze wedstrijd met 3–1.